# Pirámide de Senusret I

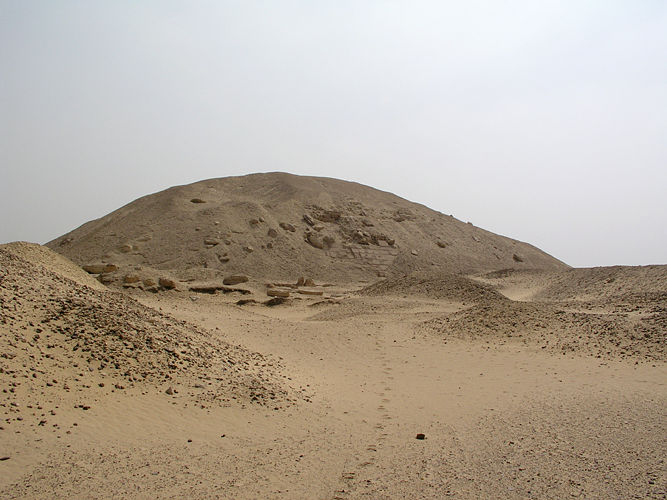
La pirámide de Senusret I.

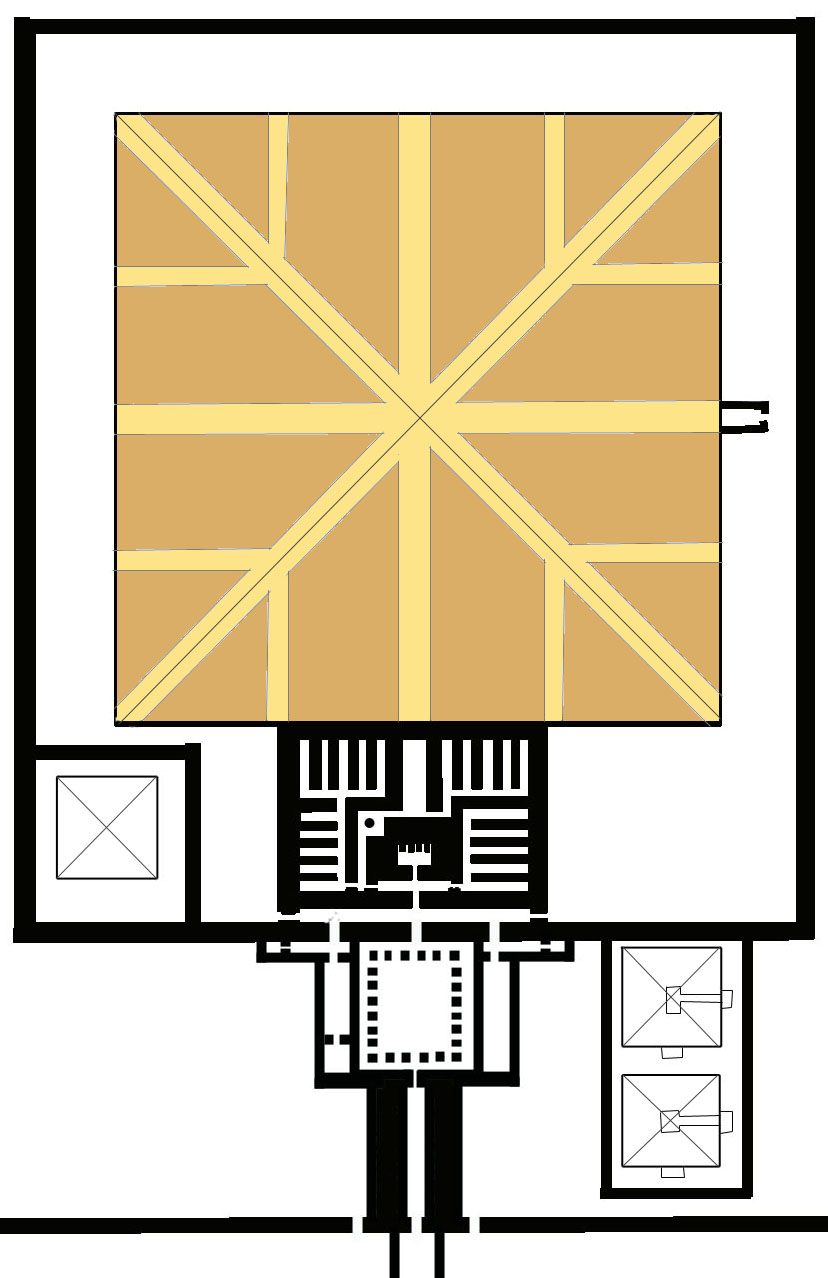
Esquema de la estructura interna de la pirámide de Senusret I.

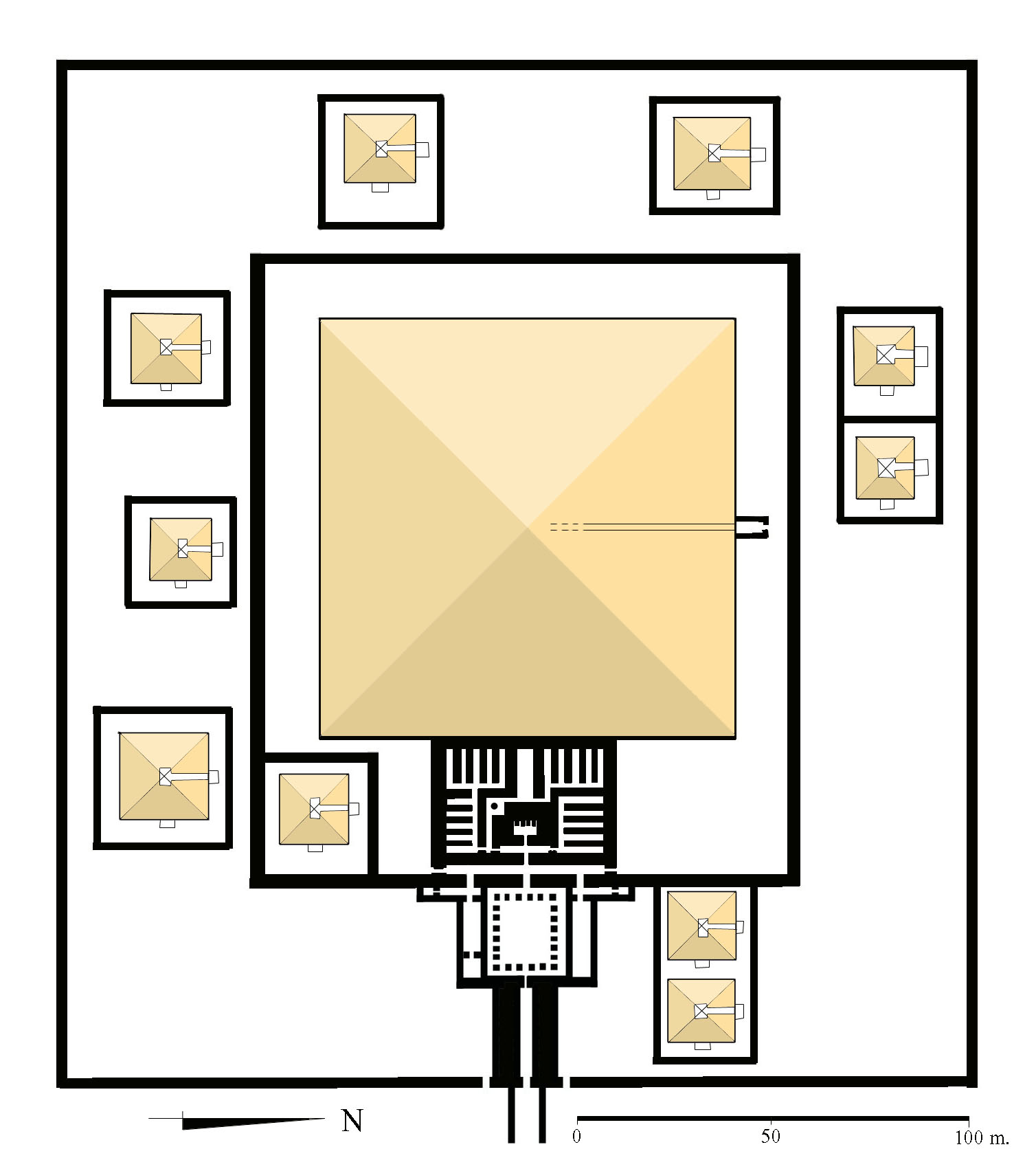
Esquema de la pirámide de Senusret I en El Lisht y complejo circundante.

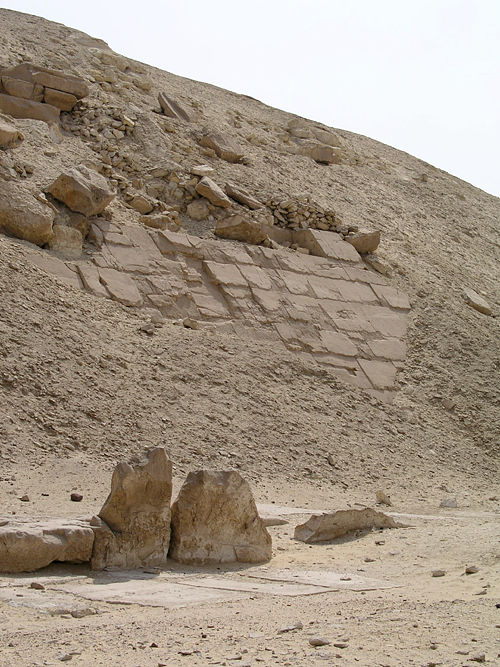
Vestigios del revestimiento de piedra de la pirámide de Senusret I.

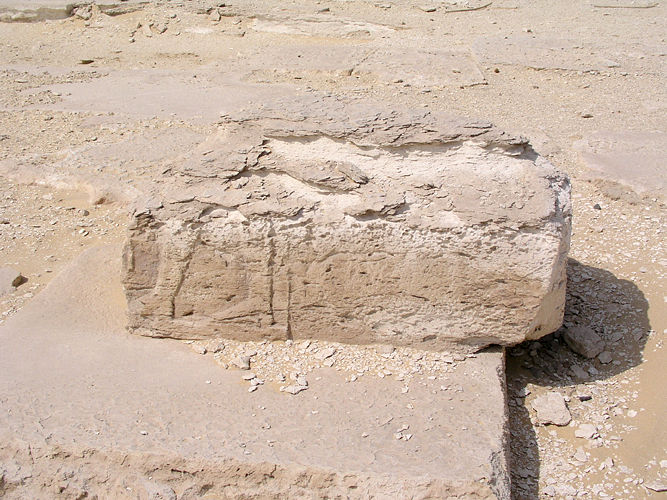
Fragmentos del templo funerario de la pirámide de Senusret I.

La Pirámide de Senusret  es una pirámide egipcia construida para ser el sitio de entierro del faraón Senusret I (en griego, Sesotris I). La pirámide fue erigida durante la XII Dinastía de Egipto en El Lisht, cerca de la pirámide de su padre, Amenemhat I. Su nombre antiguo era Senusret Petei Tawi (Senusret contempla las dos tierras).
La pirámide tenía originalmente 105 metros en cada lado con una altura de 61,25 metros; la pendiente de las cuatro caras era de 49° 24' grados. En la pirámide se utilizó un método de construcción nunca antes visto en una pirámide egipcia; cuatro muros de piedra irradiaban desde el centro construido con bloques toscos que disminuían de tamaño a medida que se aleja su ubicación. Las ocho secciones formadas por estas paredes se subdividían en tres muros más, dividiendo la pirámide en 32 unidades diferentes que luego se llenaron con losas de piedra y escombros. Un exoesqueleto de piedra caliza fina cubría la estructura. Este nuevo método de construcción no fue particularmente eficaz, y la pirámide completa sufrió problemas de estabilidad. Inusualmente, también queda evidencia clara de las rampas utilizadas para construir la pirámide.

## Complejo
Alrededor de la pirámide se extendía un amplio complejo perimetrado con muros, consistente en un templo funerario, una capilla rectangular con un patio central, y nueve pirámides menores para las esposas e hijas de Senusret. Desde el templo, una calzada de piedra caliza con estatuas talladas cada diez codos discurría hasta un templo público, el templo del Valle, fuera del perímetro interno. Poco de todo ello es hoy visible, sin embargo, porque más tarde se construyeron edificios romanos sobre el antiguo complejo.

## Excavaciones
La pirámide ha sido severamente dañada con el tiempo, y poco queda de su revestimiento de caliza. Ahora parece poco menos que un montículo de piedra. 
Ninguna de las excavaciones penetró en la cámara funeraria debido a los altos niveles de agua subterránea, pero se aprendió mucho sobre la construcción de la pirámide en las canteras circundantes, que contenían una de las mayores concentraciones de escombros antiguos de cualquier sitio arqueológico egipcio.

### Gautier y Jequier.
La pirámide fue primero explorada por los arqueólogos Gautier y Jequier entre 1894 y 1895.

### Museo metropolitano de Arte
De 1906 a 1943, la pirámide fue excavada por un equipo del Museo Metropolitano de Arte al mando de Lythgoe, Mace y Ambrose Lansing.

### Dieter Arnold
De 1984 a 1987, más excavaciones fueron llevadas a cabo por Dieter Arnold.